# Tysk jaktterrier
Tysk jaktterrier (Jagdterrier) är en hundras från Tyskland. Denna terrier är en mångsidig jakthund inte bara som grythund utan även som kortdrivande hund på klövvilt och som ställande hund på vildsvin. Rasen avlades fram efter första världskriget med grund i foxterrier, welshterrier och lakelandterrier; kanske användes även inslag av pinscher och dachsbracke, eftersom man ville ha en hund med färgen black and tan. Framförallt ville man få fram en tuff, robust och mångsidig jakthund, eftersom man ansåg att dåtidens foxterrier blivit alltför vek och inriktad på hundutställning. Den tyska rasklubben bildades 1924 och 1933 stängdes stamboken. För att för högre utmärkelser på utställning måste tysk jaktterrier ha meriter från jaktprov, antingen som drivande, ställande eller som grythund.